# Ставропольская духовная семинария
Ставропо́льская духо́вная семина́рия (сокращённо СтДС) — высшее духовное учебное заведение Ставропольской епархии Русской Православной Церкви.

## История

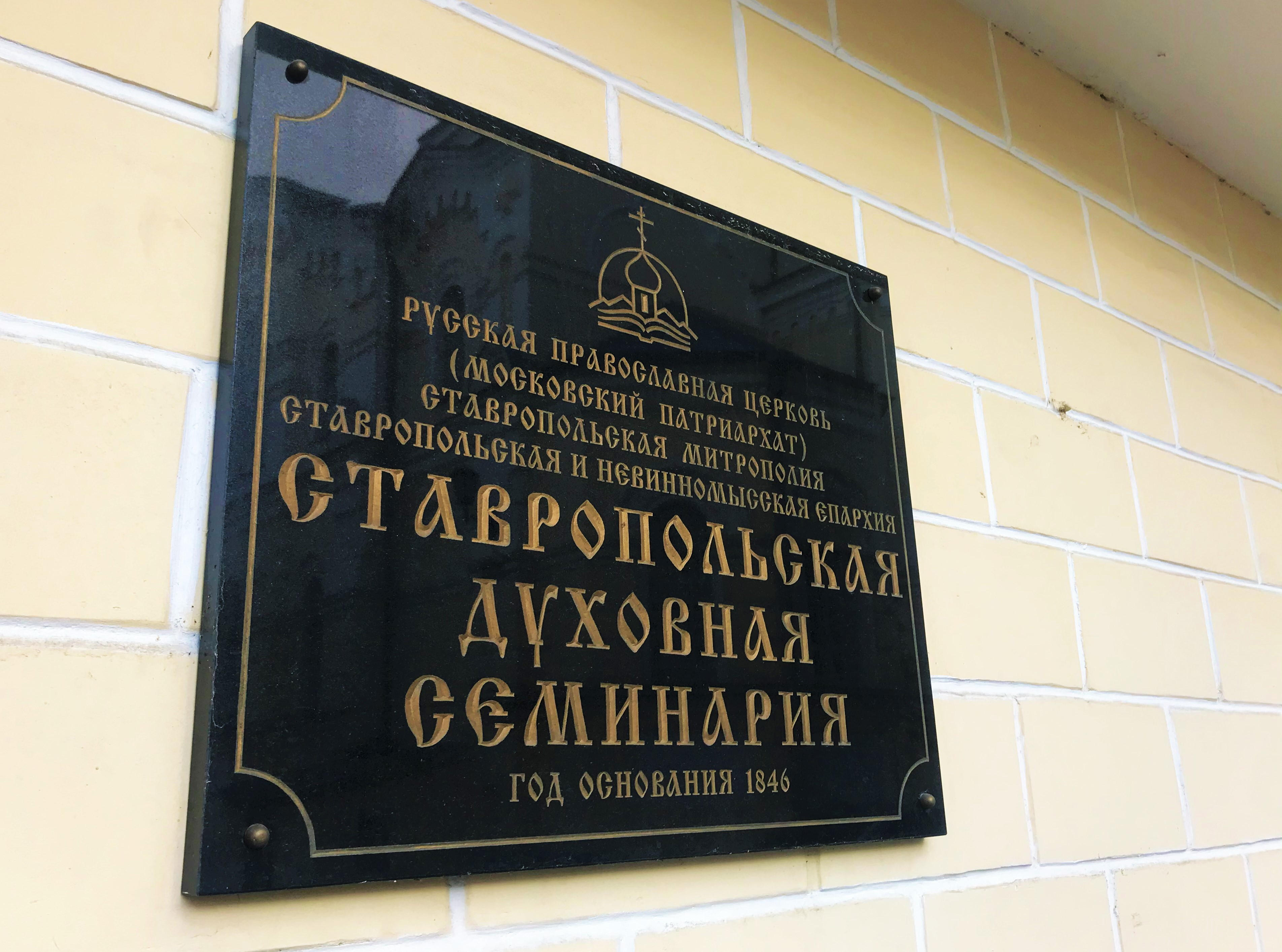

Создатель и устроитель семинарии епископ Иеремия (Соловьёв), назначенный в начале 1843 года на новообразованную Кавказскую и Черноморскую епархию, в декабре 1843 года посылает пространную докладную записку в Святейший Синод по поводу открытия новой духовной семинарии. Особую помощь в организации семинарии оказал наместник Кавказа, князь М. С. Воронцов.
20 июля 1846 года Постановление Святейшего Синода об открытии в Ставрополе Кавказской семинарии было Высочайше утверждено. Официальное открытие Кавказской духовной семинарии состоялось 13/25 ноября 1846 года.
Кавказская семинария была открыта, главным образом, для удовлетворения местных церковных нужд, здесь получали образование выходцы из Закавказья и Северного Кавказа: грузины, осетины, абхазы, калмыки, адыги и другие.
В 1885 году на Кавказе были учреждены две новые епархии: Владикавказская и Сухумская. По причине изменения границ епархии Кавказская епархия была переименована в Ставропольскую. Соответственно, семинария также стала именоваться Ставропольской.
Закрыта по решению советской власти 18 марта 1920 года. В настоящее время в историческом здании семинарии (ул. Пушкина, 1) расположен один из корпусов Северо-Кавказского федерального университета.
В соответствии с постановлением Совнаркома СССР в Ставрополе открылись двухгодичные богословско-пастырские курсы
Духовная семинария была вновь открыта 15 ноября 1946 года архиепископом Антонием (Романовским). В июне 1960 года, в период хрущёвских гонений на Церковь, семинария была снова закрыта.
Возродилась трудами архиепископа Антония (Завгороднего), первоначально в качестве Ставропольского духовного училища имени святителя Игнатия Брянчанинова. Официальное открытие состоялось 16 февраля 1989 года. 20 июля 1990 года решением Священного Синода Русской Православной Церкви получила статус духовной семинарии.
С 2007 по 2015 год именовалась также «Ставропольская православная духовная семинария».
1 ноября 2024 года рещением Федеральной службой по надзору в сфере образования и науки РФ Ставропольская духовная семинария была признана прошедшей государственную аккредитацию в отношении уровня образования — бакалавриат по направлению подготовки 48.03.01 «Теология».

## Ректоры
- 23 августа 1846—1848 — архимандрит Серафим (Аретинский)
- 16 апреля 1849—31 октября 1850 — архимандрит Герасим (Добросердов), святитель в Соборе Сибирских святых
- 31 октября 1850—20 сентября 1857 — архимандрит Иоанникий (Барков)
- 21 ноября 1857—22 августа 1859 — архимандрит Герман (Осецкий)
- 2 сентября 1859—1 мая 1863 — архимандрит Епифаний (Избицкий)
- 1 мая 1863—26 мая 1871 — архимандрит Исаакий (Положенский)
- 26 мая 1871—2 июля 1882 — архимандрит Тихон (Троицкий-Донебин)
- 2 июля 1882—5 мая 1883 — архимандрит Мефодий (Никольский) (приказ Святейшего Синода № 1473 от 5 мая 1883 г.)[5]
- 5 мая 1883—16 октября 1887 — протоиерей Иоанн Лебедев
- 16 октября 1887—11 марта 1890 — архимандрит Николай (Адоратский)
- 24 марта 1890—11 января 1891 — архимандрит Питирим (Окнов)
- 11 января 1891—5 февраля 1892 — архимандрит Михаил (Темнорусов)
- 5 февраля 1892—7 октября 1893 — архимандрит Назарий (Кириллов)
- 7 октября 1893—12 августа 1894 — архимандрит Антоний (Середонин)
- 21 сентября 1894—25 октября 1904 — протоиерей Пётр Смирнов
- 25 октября 1904—25 сентября 1911 — протоиерей Константин Кутепов
- 1911—1914 — архимандрит Августин (Синайский)
- 1914—1 мая 1915 — архимандрит Николай (Кенарский)
- 1 мая 1915—18 марта 1920 — протоиерей Василий Иванов
- 1946—1953 — протоиерей Иоанн Богданович
- 1953—1960 — протоиерей Михаил Рудецкий
- 1 сентября 1990—7 мая 1991 — архимандрит Макарий (Веретенников)
- 6 августа 1991—26 февраля 1994 — архимандрит Евгений (Решетников)
- 26 февраля 1994 — 17 июля 1995 — архиепископ Бакинский Валентин (Мищук)
- 17 июля 1995—17 июля 1996 — архимандрит Никон (Лысенко)
- 17 июля 1996—21 марта 2003 — митрополит Ставропольский и Владикавказский Гедеон (Докукин)
- 30 июля 2003 — 30 мая 2011 — архиепископ Ставропольский и Владивказский Феофан (Ашурков)
- 30 мая 2011―15 мая 2025 — митрополит Ставропольский и Невинномысский Кирилл (Покровский)
- с 15 мая 2025 ― Самойленко, Павел Михайлович, протоиерей

## Инспекторы
- Герасим (Добросердов) (21 августа 1846—1849)
- Исаакий (Положенский) (14 марта 1858 — 1863)
- Цареградский, Николай Алексеевич (1867—1887)
- Питирим (Окнов) (26 июля 1887—1890)
- Михаил (Темнорусов) (24 марта 1890 — 1891)
- Малиновский, Николай Платонович (1894—1902)
- Алексий (Дородницын) (август 1902—1903)
- Джапаридзе, Трифон Михайлович (1903—1904)
- Боголюбов, Дмитрий Иванович (1913—1914)
- Преображенский, Александр Иванович (1947 — ?)
- Огицкий, Дмитрий Петрович (1953—1960)

## Известные выпускники
Новомученики и исповедники Церкви Русской:
- Иоанн Восторгов (1887), священномученик, протоиерей
- Димитрий Семенов (1893), священномученик, иерей
- Димитрий Гливенко (1900), священномученик, иерей
- Николай Кандауров (1907), священномученик, иерей
- Симон Мчедлидзе, священномученик Грузинской Православной Церкви, расстрелянный вместе со святым Назарием Кутаис-Гаенатским
- Александр Флегинский (1883), священномученик, иерей[6]
- Иоанн Яковлев, священномученик, иерей
- Михаил Лекторский, священномученик, протоиерей
- Григорий Конокотин, священномученик, иерей
- Григорий Троицкий, священномученик, иерей
- Андрей Ковалев, священномученик, иерей
- Верижский Александр Сергеевич, мученик[7]

Православные иерархи и профессора духовных школ:
- Пирр (Окропиридзе) (1896), митрополит Алавердский
- Антоний (Гигинейшвили) (1906), митрополит Сухумо-Абхазский
- Никон (Петин) (1914 — ?), архиепископ Херсонский и Одесский
- Иоанн (Лавриненко), архиепископ Костромской и Галичский
- Иоанн Белевцев (1950), протоиерей, заслуженный профессор Санкт-Петербургской духовной академии
- Гермоген (Орехов) (1952), архиепископ Краснодарский и Кубанский
- Гедеон (Докукин) (1952), митрополит Ставропольский и Владикавказский
- Матфей (Мормыль) (1959), архимандрит, регент Свято-Троицкой Сергиевой Лавры, заслуженный профессор Московской духовной академии
- Антоний (Завгородний) (1960), архиепископ Ставропольский и Бакинский
- Роман (Лукин) (1993), епископ Якутский и Ленский
- Феофилакт (Курьянов) (1996), архиепископ Пятигорский и Черкесский
- Стефан (Кавтарашвили) (1996), епископ Тихорецкий и Кореновский
- Варлаам (Пономарёв) (1998), епископ Махачкалинский и Грозненский
- Иннокентий (Васецкий) (1999), епископ Магнитогорский и Верхнеуральский

Крупные общественные деятели
- Абрамов Яков Васильевич (1877), русский писатель и публицист
- Сургучев Илья Дмитриевич (1901), русский писатель и драматург
- Головин Дмитрий Данилович (1905), русский советский оперный певец